# ロマン・ヌタマック
- ロマン・ンタマック

ロマン・ヌタマック（Romain Ntamack、1999年5月1日 - ）は、トップ14スタッド・トゥールーザンに所属するラグビー選手。

## プロフィール
- フランス・トゥールーズ出身。
- ポジションはスタンドオフ(SO)、センター(CTB)。
- 身長 186cm、体重 86kg
- 父のエミール（英語版）は元ラグビー選手(元フランス代表)[1]。
- U20フランス代表に選ばれたことがある[2]。
- フランス代表キャップは20（2021年4月現在）でワールドカップ2019のフランス代表に選ばれた[3]。

## 略歴
2017年、トゥールーズに加入。
2023年8月12日のスコットランド代表との親善試合で左膝前十字靭帯断裂の重傷を負い、ラグビーワールドカップ2023を欠場することとなった。

## 受賞歴
- ワールドラグビー最優秀新人賞:2019年[6]